# Glironia venusta
L'opossum dalla coda a pennello  (Glironia venusta,  Thomas, 1912) è un mammifero della famiglia dei Didelphidae.

## Descrizione
È  un opossum di dimensioni medie: la lunghezza del corpo è tra 16 e 20 cm., il peso intorno ai 200 g. Il dorso è color cannella, mentre il lato ventrale è grigio chiaro. Due larghe strisce nere che attraversano gli occhi partendo dal naso formano una maschera caratteristica. Non vi è dimorfismo sessuale. La caratteristica che dà il nome comune alla specie è la folta coda, che con una lunghezza media di 20 cm è più lunga del corpo. Nelle femmine non vi è traccia di marsupio.

## Distribuzione e habitat

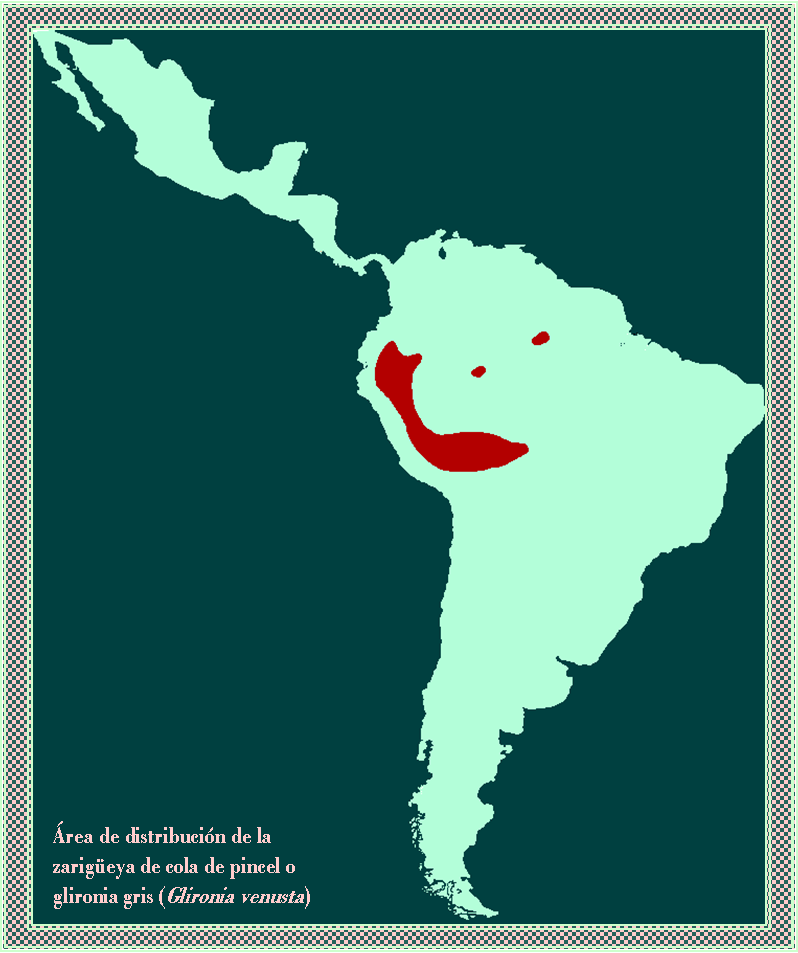
Areale ipotetico di Glironia venusta

L'areale in figura è una ricostruzione congetturale basata sulle località (in Perù, Bolivia, Ecuador e Brasile orientale) in cui sono stati trovati i primi 9 esemplari noti. Tutti gli esemplari sono stati osservati nella foresta amazzonica, ad altitudini comprese tra 300 e 1000 m.
Ricerche recenti hanno incrementato il numero di osservazioni (circa una ventina) e l'areale presunto.

## Biologia
Le abitudini sono poco note. Si ritiene che sia una specie notturna e arborea. L'ultima caratteristica è dedotta soprattutto dalla presenza di alluci opponibili. La dentatura poco specializzata e la dieta di specie prossime rende probabile che la specie sia onnivora.

## Status e conservazione
La valutazione del rischio di estinzione e più in generale dello stato di conservazione di questo mammifero è complessa.
La Zoological Society of London, in base a criteri di unicità evolutiva e di esiguità della popolazione, considera Glironia venusta una delle 100 specie di mammiferi a maggiore rischio di estinzione. D'altra parte IUCN ha modificato una propria precedente valutazione di "vulnerabile" (del 1996) in "rischio minimo" (2008), ritenendo che il piccolissimo numero di esemplari catturati sia dovuto alla difficoltà della cattura stessa più che all'esiguità della popolazione.